# Nowy Dwór Mazowiecki
Nowy Dwór Mazowiecki este un oraș în Polonia.